# ネプフジ
『ネプフジ』は、1999年4月13日から同年9月21日までフジテレビで放送されたバラエティ番組。放送時間は毎週火曜 24:50 - 25:20 (JST) 。

## 概要
ネプチューンの冠番組の1つ。明確なコンセプトは存在しないが、ネプチューンのメンバーがゲストとともに様々な企画を遂行していた。スタジオでの収録が主だったが、屋外でのロケもあった。特番ではニューヨークロケを敢行。その模様は、レギュラー終了後の1999年10月5日に放送。2000年には、その模様を収録したDVD『ネプフジ ネプチューンニューヨークを行く』をリリースした。

## 出演者
- 名倉潤（ネプチューン）
- 原田泰造（ネプチューン）
- 堀内健（ネプチューン）
- 大木淳（ビビる）
- 大内登（当時ビビる）

## コーナー
- ○○になりたい! - ネプチューンの3人が毎回憧れの有名人になりきって本人たちの下へ行き、どうしたら彼らのようになれるのかを教わるコーナー。
- 3人そろってネプチューン
- ネプランチ
- ホストネプチューン
- ネプリング
- ラストシーンネプチューン

## スタッフ
- プロデューサー：吉田正樹

| フジテレビ 火曜24:50枠             | フジテレビ 火曜24:50枠             | フジテレビ 火曜24:50枠     |
| 前番組                             | 番組名                             | 次番組                     |
| ---------------------------------- | ---------------------------------- | -------------------------- |
| 空飛ぶ!ネプTビビ （24:40 - 25:10） | ネプフジ （1999年4月 - 1999年9月） | 少年隊夢 （24:45 - 25:15） |